# Jan van Beers (poet)
Jan Van Beers, född 22 februari 1821 i Antwerpen, död 14 november 1888, var en flamländsk språkforskare och poet.
Van Beers blev 1860 professor i flamländska språket och litteraturen vid Kungliga Atheneum i Antwerpen. Han var en ivrig förkämpe för den flamländska rörelsen. Av hans diktsamlingar kan nämnas Jongelingsdroomen (1853; flera upplagor), Levensbeelden (1858), Gevoel en leven (1869) och Rijzende bladen (1883). En folkupplaga av hans samtliga dikter utgavs 1884.